# Costantino Ier de Torres
Costantino Ier de Lacon-Gunale dit Costantino Ier de Torres, (né vers 1064 – 1128), fut juge du Logudoro ou de Torres de 1112 à 1128.

## Biographie
Costantino Ier est le fils et successeur du précédent Juge Mariano Ier de Lacon-Zori, il accède au pouvoir à la comme corégent de son père dès 1082 après avoir été confirmé par la Corona de Logu et lui succède à sa mort en 1113. Sa politique se caractérise par son habileté à maintenir dans son judicat de Logudoro l'équilibre entre les influences des deux puissances maritimes que sont la république de Gènes et la république de Pise, ce qui lui permet de conserver son autonomisme politique.
C'est ainsi qu'il  accepte l'établissement des génois la famille Doria à « Castel Genovese », l'actuel Castelsardo et à Monteleone Rocca Doria, mais aussi des lucquois de la famille Malaspina à Bosa, à la frontière du Judicat d'Arborée. Lorsque Pise organise une expédition dans les îles Baléares contre les arabes, Costantino Ier envoie une armée sous le commandement de son fils (peut-être illégitime) Saltaro. Cette initiative déplait à Gênes, qui voit  une dépendance politique du Judicat envers sa rivale.

## Fondation religieuse

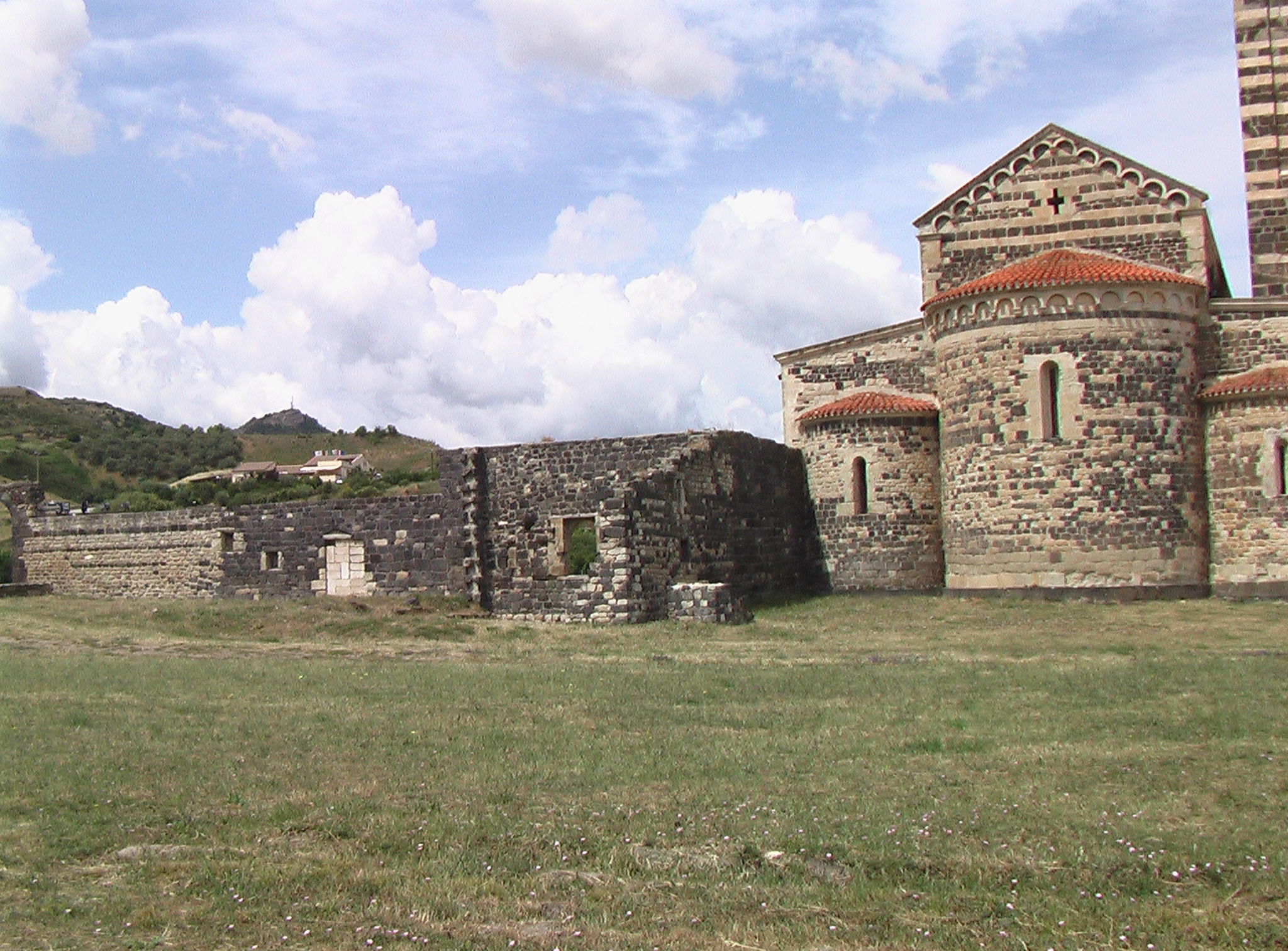
Abside de la basilique de Saccargia

Costantino est également resté célèbre pour avoir fait édifier la  Basilique de Saccargia. D'après la tradition relevée par le  « Condaghe di Saccargia », lors d'un voyage avec son épouse Marcusa, il reçoit l'hopitalité de moines camaldules dans une petite église où ils font une promesse à Notre-Dame pour avoir un fils et héritier. Après la naissance de Gonario II de Torres, Costantino veille à ce que la nouvelle église qu'il a fait bâtir soit  affectée à des moines de ordre camaldule qui y établissent leur abbaye.

## Succession
À la mort de Costantino, la Corona de Logu désigne pour lui succéder son fils Gonario II de Torres.

## Source de la traduction
- (it) Cet article est partiellement ou en totalité issu de l’article de Wikipédia en italien intitulé « Costantino I di Torres » (voir la liste des auteurs).